# Финяна
Финяна (на испански: Fiñana) е населено място и община в Испания. Намира се в провинция Алмерия, в състава на автономната област Андалусия. Общината влиза в състава на района (комарка) Лос Филабрес Табернас. Заема площ от 135 km². Населението му е 2432 души (по данни от 2010 г.). Разстоянието до административния център на провинцията е 74 km.

## Демография
| Година | 1996 | 1997 | 1998 | 1999 | 2000 | 2001 | 2002 | 2003 | 2004 | 2005 | 2006 | 2007 |
| жители | 2644 | 2623 | 2607 | 1727 | 1741 | 2514 | 2488 | 2450 | 2432 | 2437 | 2422 | 2426 |